# St. Peter (Hochschwarzwald)
St. Peter ist eine Gemeinde in Baden-Württemberg und gehört zum Landkreis Breisgau-Hochschwarzwald.

## Geografie

### Lage
St. Peter liegt im Naturpark Südschwarzwald. Der an der Südflanke des Kandel gelegene Luftkurort liegt etwa 14 km östlich von Freiburg im Breisgau. Die Geländehöhe reicht von 519 m ü. NHN beim Übergang des Ibenbachs nach Unteribental bis zu 1228 m ü. NHN etwas unterhalb des Kandelgipfels; das Zentrum des Kernortes liegt auf etwa 720 m ü. NHN.

### Gemeindegliederung
Zur Gemeinde St. Peter gehören das Dorf Bürgerschaft, der Weiler Sägendobel, die Zinken Kandelberg, Neuwelt, Oberibental, Ränke, Rohr, Schmittenbach, Schönhöfe, Seelgut und Willmendobel und die Höfe Eckpeterhof, Langeck und Lindlehof.
Das Gemeindegebiet schließt eine Exklave im oberen Glottertal, ein bewaldetes Gebiet etwas unterhalb des Rastplatzes Ränke der Landesstraße 112 und dort direkt südlich der Glotter, mit ein.

### Schutzgebiete
Das Landschaftsschutzgebiet St. Peter, St. Märgen umfasst nahezu vollständig das Gemeindegebiet von St. Peter. Das europäische Vogelschutzgebiet Mittlerer Schwarzwald sowie die Naturschutzgebiete Häuslematt und Zweribach liegen jeweils zu einem kleinen Teil auf der Gemarkung St. Peter. Entlang der örtlichen Fließgewässer wie Glotter und Ibenbach sowie deren Zuflüsse sind Flächen des FFH-Gebietes Kandelwald, Roßkopf und Zartener Becken ausgewiesen. Des Weiteren sind etliche Biotope, 56 Naturdenkmäler und drei Geotope zu verzeichnen.
Das Fördergebiet Wolfsprävention Schwarzwald umfasst den gesamten Naturraum Schwarzwald und somit auch St. Peter. Diese Zugehörigkeit ermöglicht die finanzielle Förderung von Herdenschutzmaßnahmen für Tierhalter durch das Ministerium für Umwelt, Klima und Energiewirtschaft Baden-Württemberg und Ausgleichszahlungen bei Schäden infolge eines Wolfsübergriffs.
Die Gemeinde St. Peter ist Mitglied der Initiative Motorradlärm, in der sich betroffene Städte, Gemeinden und Landkreise sowie das Verkehrsministerium Baden-Württemberg zusammengeschlossen haben, um eine wirkungsvolle Reduzierung von Motorradlärm zu fordern.

## Geschichte

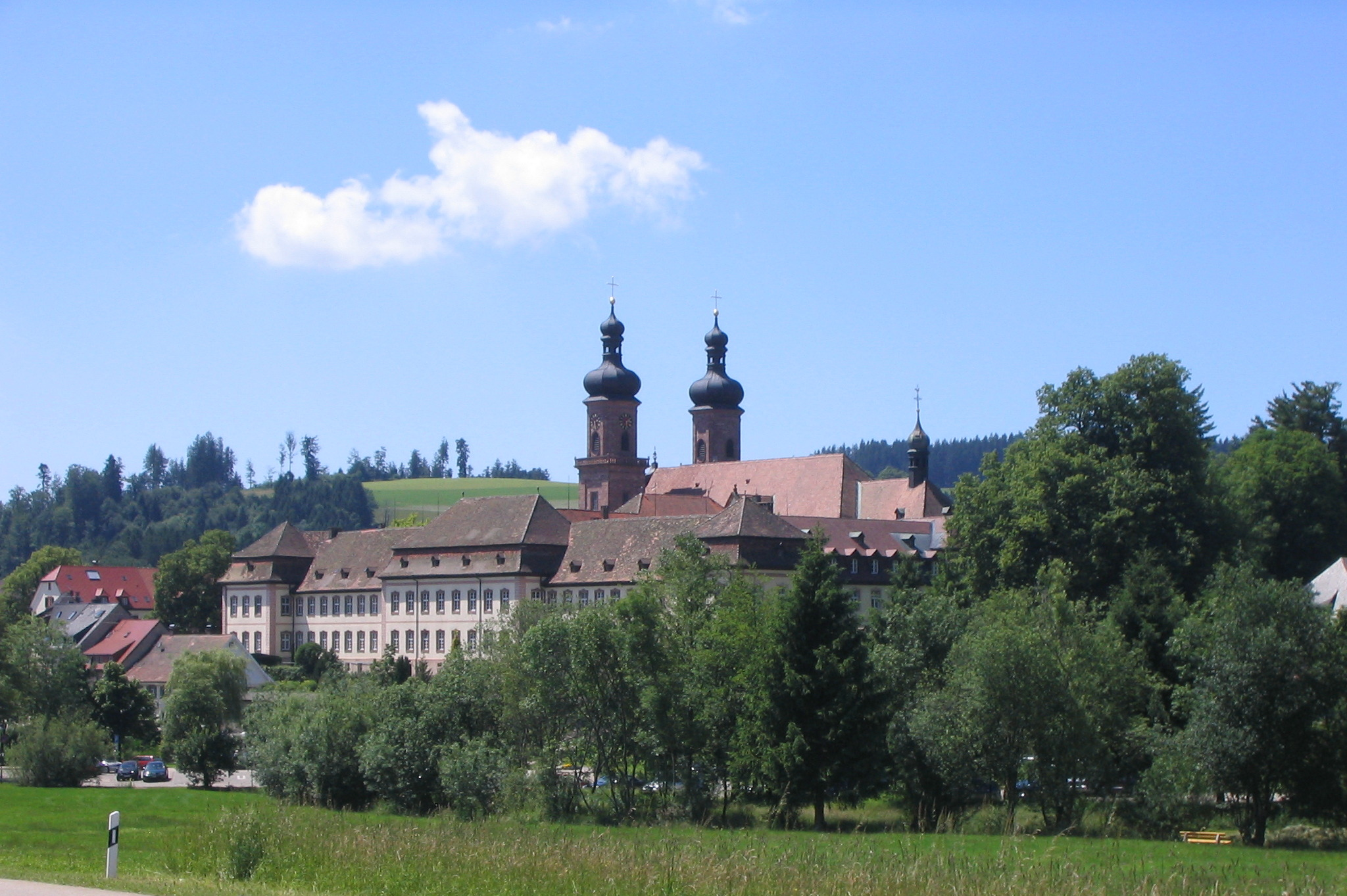
Kloster St. Peter auf dem Schwarzwald

Das Kloster St. Peter auf dem Schwarzwald wurde 1093 vom Zähringerherzog Berthold II. als Hauskloster und Begräbnisstätte gegründet. Seit dem 1. Januar 2022 führt St. Peter daher die offizielle Zusatzbezeichnung „Zähringergemeinde“. Die Gemeinde entwickelte sich allmählich um das Kloster herum.
Im Verlauf des Dreißigjährigen Krieges stießen am 10. August 1644 in der Schlacht bei St. Peter kaiserliche und bayerische auf französische Truppen.
Als die weltlichen Rechte des Klosters 1806 im Rahmen der Säkularisation aufgehoben wurden, kam das Dorf St. Peter zum Großherzogtum Baden. Im Jahr 1899 brannte es in der Ortsmitte von St. Peter, wodurch 23 Wohnhäuser zerstört und 150 Menschen obdachlos wurden.
Ab dem Frühjahr 1941 wurden Teile des Klostergebäudes als Umsiedlerlager der Volksdeutschen Mittelstelle genutzt; es war zeitweise mit mehreren Hundert Menschen belegt. Ende des Zweiten Weltkriegs befand sich in St. Peter ein Wehrertüchtigungslager der Hitlerjugend. Die Gemeinde lag ab 1945 in der Französischen Besatzungszone; zunächst zum Land Südbaden bzw. Baden, seit 1952 zum Land Baden-Württemberg gehörend.

## Einwohnerentwicklung
| Bevölkerungsentwicklung | Bevölkerungsentwicklung | Bevölkerungsentwicklung | Bevölkerungsentwicklung | Bevölkerungsentwicklung | Bevölkerungsentwicklung | Bevölkerungsentwicklung | Bevölkerungsentwicklung | Bevölkerungsentwicklung | Bevölkerungsentwicklung | Bevölkerungsentwicklung | Bevölkerungsentwicklung | Bevölkerungsentwicklung | Bevölkerungsentwicklung | Bevölkerungsentwicklung |
| Jahr                    | 1806                    | 1871                    | 1900                    | 1925                    | 1939                    | 1950                    | 1961                    | 1970                    | 1989                    | 1995                    | 2005                    | 2010                    | 2015                    | 2022                    |
| ----------------------- | ----------------------- | ----------------------- | ----------------------- | ----------------------- | ----------------------- | ----------------------- | ----------------------- | ----------------------- | ----------------------- | ----------------------- | ----------------------- | ----------------------- | ----------------------- | ----------------------- |
| Einwohner               | 1480                    | 1308                    | 1383                    | 1378                    | 1426                    | 1500                    | 1529                    | 1797                    | 2207                    | 2362                    | 2508                    | 2547                    | 2583                    | 2721                    |

Quelle: Statistisches Landesamt Baden-Württemberg (außer 1806); 1871–1970: Volkszählungsergebnisse

## Politik

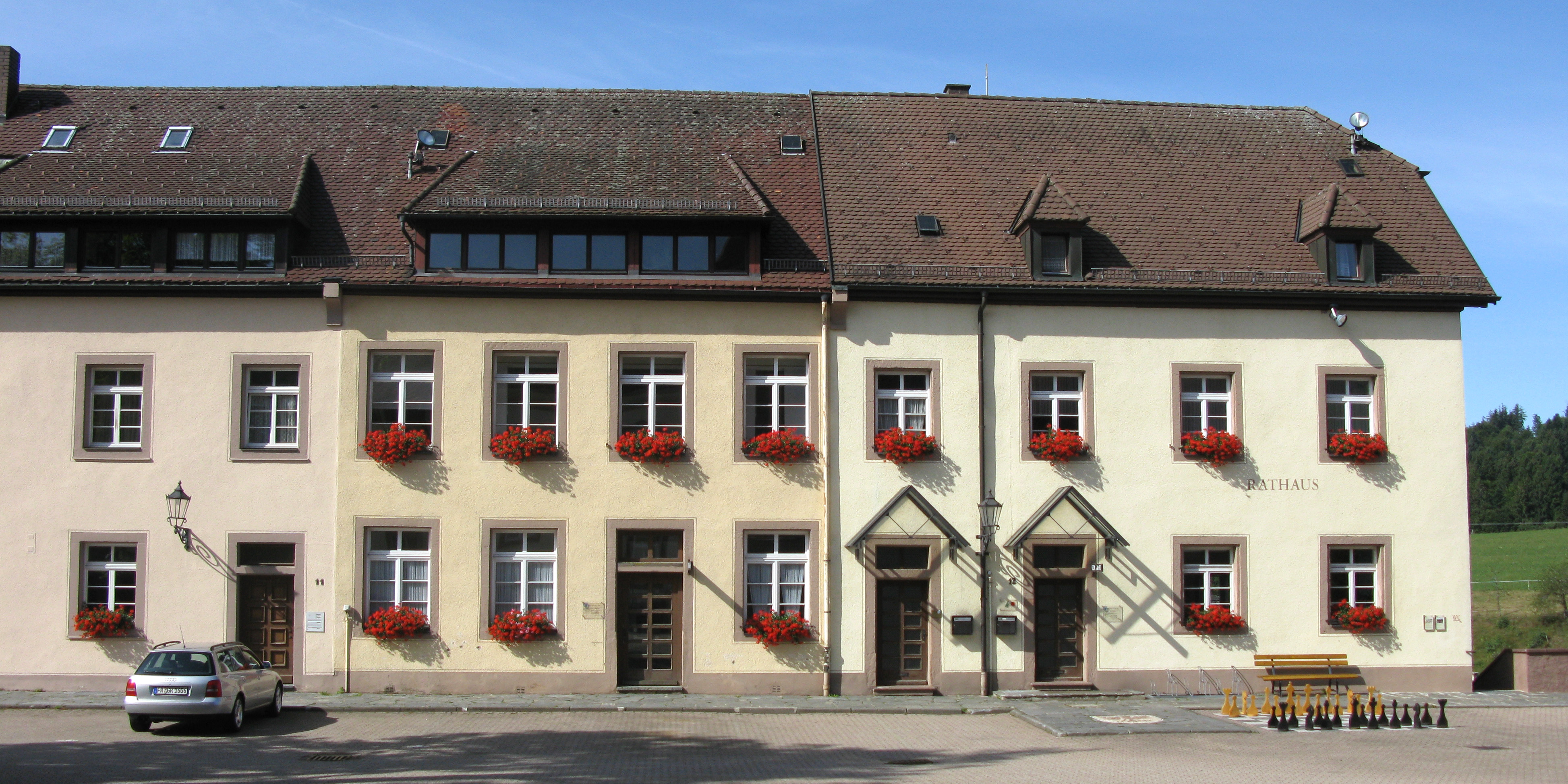
Rathaus in St. Peter

### Gemeinderat
Der Gemeinderat besteht aus den ehrenamtlichen Gemeinderäten und dem Bürgermeister als Vorsitzendem. Der Bürgermeister ist im Gemeinderat stimmberechtigt. Der Gemeinderat in St. Peter hat zwölf Mitglieder.
- Die Kommunalwahl am 25. Mai 2014 führte bei einer Wahlbeteiligung von 61,6 % (2009:63,7 %) zu folgendem Ergebnis:

| CDU | 46,3 % | - 5,9 | 6 Sitze | ± 0 |
| FWG | 53,7 % | + 5,9 | 6 Sitze | ± 0 |

- Bei der Kommunalwahl am 26. Mai 2019 wurde der Gemeinderat durch Mehrheitswahl neu gewählt. Mehrheitswahl findet statt, wenn kein oder nur ein Wahlvorschlag eingereicht wurde. Die Bewerber mit den höchsten Stimmenzahlen sind dann gewählt. Unter den zwölf Gewählten sind zwei Frauen. Die Wahlbeteiligung betrug 68,0 %.
- Bei der Kommunalwahl am 9. Juni 2024 wurden bei einer Wahlbeteiligung von 73,6 % neun Männer und drei Frauen durch Mehrheitswahl aus einer Einheitsliste in den Gemeinderat gewählt.[15][16]

### Bürgermeister
Von 1984 bis 2008 war Gottfried Rohrer (CDU) Bürgermeister; von 2008 bis 2024 Rudolf Schuler, der bei der Bürgermeisterwahl 2024 nicht erneut antrat.
Am 13. Oktober 2024 wurde Charly Gnant mit 88,5 Prozent der Stimmen zum Bürgermeister gewählt. Er war der einzige Kandidat. Die Wahlbeteiligung lag bei 44,8 Prozent. Gnant trat das Amt am 17. Dezember 2024 an.

### Gemeindeverwaltungsverband
Zusammen mit den Nachbargemeinden Glottertal und St. Märgen bildet St. Peter den Gemeindeverwaltungsverband St. Peter.

### Gemeindepartnerschaften
Die Gemeinde Ebersmunster im Elsass ist seit 1963 St. Peters französische Partnergemeinde. Mit der Gemeinde Schmölln-Putzkau in Sachsen besteht seit 1990 eine Partnerschaft. Außerdem bestehen zu allen Zähringerstädten freundschaftliche Beziehungen.

## Wirtschaft und Infrastruktur

### Wirtschaft

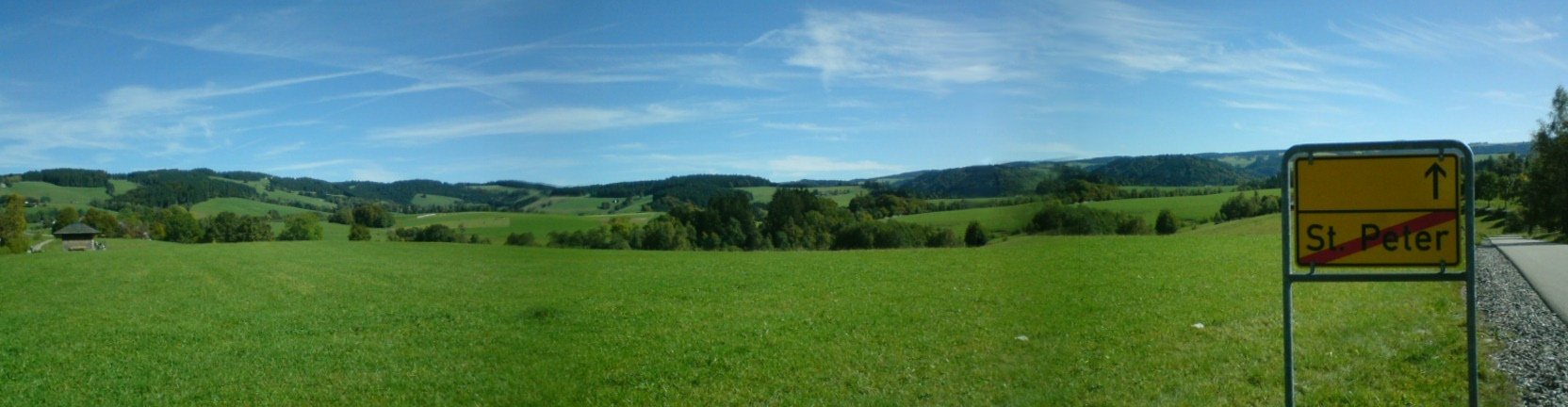
Panorama am Ortsausgang von St. Peter in Richtung Oberibental

Der Ort liegt an der Deutschen Uhrenstraße. Die Herstellung von Schwarzwalduhren war ein wichtiger Erwerbszweig in St. Peter. Heute spielt neben der Landwirtschaft und dem örtlichen Handwerk auch der Tourismus eine entscheidende wirtschaftliche Rolle. Im Jahr 2022 verzeichnete St. Peter 84.489 Übernachtungen, davon 18.854 auf dem örtlichen Campingplatz. Die Übernachtungsgäste kommen zu fast 90 % aus dem Inland. Im Jahr 2023 erhöhte sich die Zahl auf 85.375 Übernachtungen.
St. Peter ist das 16. Bioenergiedorf in Baden-Württemberg. Die lokalen Wind- und Solarkraftanlagen und das mit Holzpellets und Holzhackschnitzeln betriebene Heizkraftwerk produzieren mehr elektrische Energie aus erneuerbaren Energiequellen, als lokal verbraucht wird. Das Heizkraftwerk versorgt außerdem den Kernort über ein Fernwärmenetz mit Heizenergie und Warmwasser.

### Verkehr
St. Peter liegt im Gebiet des Regio-Verkehrsverbundes Freiburg. Es verkehren drei Buslinien der Südbadenbus, die innerhalb der Gemeinde auf einer Gesamtstrecke von circa 21 Kilometern zwanzig Haltestellen bedienen:
| Linie | Strecke | Takt                                                                         |
| ----- | --- | ---------------------------------------------------------------------------- |
| 7205  | Denzlingen – Glottertal – St. Peter – Kandel                                                                                          | Richtung Denzlingen stündlich; Richtung Kandel bis zu sieben Fahrten täglich |
| 7216  | (Freiburg ZOB – Littenweiler –) Kirchzarten – Zarten – Stegen – Eschbach – St. Peter – St. Märgen – Thurner – Breitnau – Hinterzarten | halbstündlich bzw. stündlich                                                 |
| 7261  | St. Peter – St. Märgen – Thurner – (Jostal –) Waldau – Langenordnach – Neustadt                                                       | Montag bis Freitag; drei Fahrten täglich                                     |

Das Verkehrskonzept KONUS ermöglicht Übernachtungsgästen die kostenlose Nutzung des öffentlichen Nahverkehrs in den im Schwarzwald gelegenen Verkehrsverbünden. Anschluss an den Schienenpersonenfernverkehr besteht über den Hauptbahnhof in Freiburg.
Im Ort befindet sich eine Leih- und Ladestation des e-Car-Sharing-Anbieters naturenergie sharing, der ein Gemeinschaftsunternehmen von Naturenergie und Stadtmobil ist.
Die nächstgelegenen Flughäfen sind Basel (96 km), Straßburg (100 km), Zürich (102 km) und Karlsruhe/Baden-Baden (117 km).

### Bildung
Die Abt-Steyrer-Schule im Ort ist eine Grund- und Hauptschule mit Werkrealschule. Andere weiterführende Bildungseinrichtungen in der Nähe sind die Realschule sowie das Marie-Curie-Gymnasium in Kirchzarten und das Kolleg St. Sebastian in Stegen, ebenfalls ein allgemeinbildendes Gymnasium in der Trägerschaft der Schulstiftung der Erzdiözese Freiburg. In St. Peter besteht eine Außenstelle der Volkshochschule Dreisamtal mit Sitz in Kirchzarten. Außerdem ist die von George Bălan gegründete Musicosophia-Musikschule für die Förderung des bewussten Musikhörens im Ort ansässig. Das Klostergebäude St. Peter beherbergt das Geistliche Zentrum des Erzbistums Freiburg, nachdem dort von 1842 bis 2006 dessen Priesterseminar untergebracht gewesen war.

## Kultur und Sehenswürdigkeiten

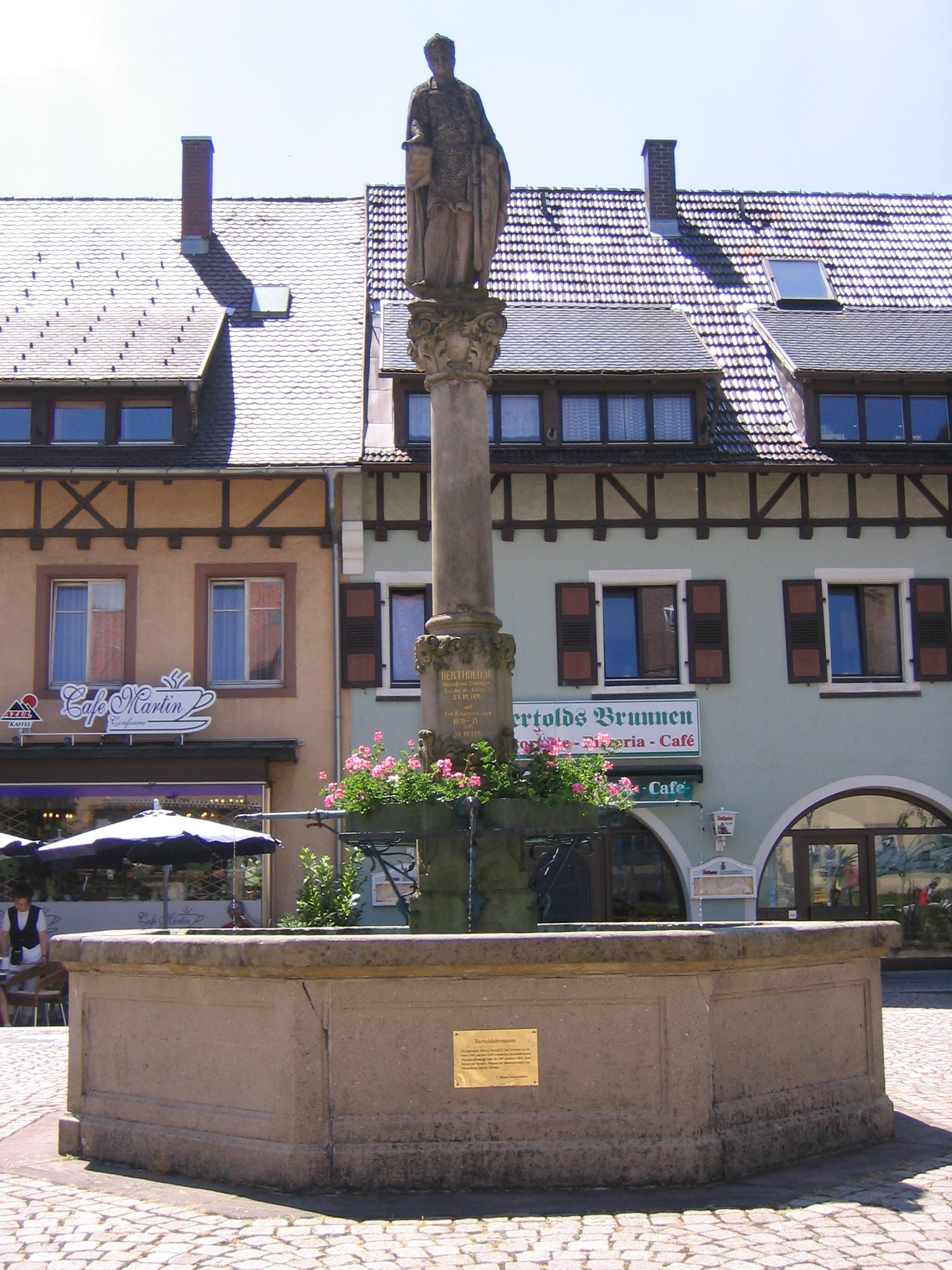
Bertholdsbrunnen von Julius Seitz mit Ornamenten von August Müssle aus dem Jahr 1902

Zahlreiche weit über die Gemarkung verstreute Schwarzwaldhöfe und -mühlen geben dem Dorf das typische Gepräge einer Hochschwarzwaldgemeinde.
Der (Wuhr-)Urgraben(-weg) auf den Gemarkungen St. Peter und Glottertal ist ein technisches Denkmal. Der Plattensee, ein Stausee des Zweribachwerkes liegt auf der Gemarkungsgrenze zu Simonswald am Rande der Platte.

### Gebäude
Herausragendes Gebäude des Dorfes ist die barocke Pfarrkirche und ehemalige Klosterkirche St. Peter und Paul, die 1724–1727 vom Vorarlberger Baumeister Peter Thumb errichtet und von Franz Joseph Spiegler und Joseph Anton Feuchtmayer ausgestattet wurde. Hier ist auch eine barocke Orgeluhr zu finden. Daneben steht die barocke Klosteranlage des Klosters St. Peter auf dem Schwarzwald mit einer besonders sehenswerten Klosterbibliothek im Stil des Rokoko, die mit Deckengemälden von Benedikt Gambs (1751) und allegorischen Figuren des Klosterbildhauers Matthias Faller nach Modellen von Johann Christian Wentzinger (1752) ausgestattet ist.
Am Fuß des Kirchen- und Klosterbergs steht die Kapelle St. Ursula, eher schon eine kleine Kirche, die 1725 geweiht wurde und auf ein Gelübde zurückgeht, das mit der Erhaltung des Klosters zu tun hat. Heute nutzt die evangelische Kirchengemeinde Kirchzarten-Stegen diesen Kirchenraum für Gottesdienste. Südwestlich des Dorfes steht auf dem Höhenrücken Lindenberg auf 813,7 m ü. NHN die kleine Wallfahrtskirche Maria Lindenberg, daneben eine Begegnungs-, Tagungs- und Erholungsstätte des Erzbistums Freiburg und eine Pilgergaststätte. Die Wallfahrt auf den Lindenberg besteht seit über 500 Jahren.
Am Panorama-Wanderweg zwischen St. Peter und St. Märgen liegen die Vogesen- und Kapfenkapelle, zwei Votivkapellen.

### Erholung und Sport
Der Kandelhöhenweg (Oberkirch (Baden) – Freiburg im Breisgau) führt durch St. Peter. Die ausgeschilderte Mountainbikestrecke Bike-Crossing Schwarzwald zur Nord-Süd-Durchquerung des Schwarzwaldes mit einer Gesamtlänge von rund 440 Kilometern zwischen Pforzheim und Bad Säckingen verläuft über Buchenbach und das Ibental durch St. Peter und weiter über den Kandel nach Simonswald. Die Höhenlage von St. Peter ist eine beliebte Ausflugsradtour von Freiburg und dem Dreisamtal aus.

## Persönlichkeiten

### Ehrenbürger
- Timotheus Knittel (1812–1887) am 24. Januar 1879, Regens
- Nikolaus Gihr (1839–1924) 1916, Subregens
- Benedikt Kreutz (1879–1949) am 15. Januar 1949, Präsident des Deutschen Caritasverbandes
- Ansgar Baumeister (1873–1950) im Oktober 1949, Regens
- Albert Füssinger (1913–1996) im Juli 1969, Regens
- Oskar Saier (1932–2008) im September 1977, Weihbischof/Regens, von 1978 bis 2002 Erzbischof von Freiburg

2023: Distanzierung und Verurteilung des späteren Verhaltens als Erzbischof durch den Gemeinderat nach Veröffentlichung des Missbrauchsberichts der Erzdiözese Freiburg. Beschluss des Gemeinderats vom 3. Juli 2023
- Klaus Stadel (* 1939) am 16. Februar 1992, Domkapitular und ehemaliger Regens[27]
- Klaus Weber (1928–2007) am 6. Dezember 1998, Ortschronist und Ratschreiber i. R.
- Gottfried Rohrer (* 1947) am 14. Dezember 2008, Bürgermeister von 1984 bis 2008[28]
- Hans-Otto Mühleisen (* 1941) am 7. November 2019, Politikwissenschaftler[29]

### Söhne und Töchter der Gemeinde
- Georg Saum (1736–1790), Maler des späten Barock
- Raphael von Weinzierl (1782–1864), württembergischer Oberamtmann
- Dominik Weber (1819–1887), Maler
- Wilhelm Schmidle (1860–1951), Lehrer, Algen-Experte und Geologe, Direktor im Internat Salem
- Benedikt Kreutz (1879–1949), Pfarrer, zweiter Präsident des Deutschen Caritasverbandes
- Josef „Sepp“ Maier (1935–2012), Skilangläufer
- Leonie Walter (* 2004), mehrfache Goldmedaillengewinnerin im Biathlon

### Persönlichkeiten mit Bezug zur Gemeinde
- Ludwig Armbruster (1886–1973), Priester und Bienenkundler, forschte als Direktor des Instituts für Bienenkunde in Berlin zusammen mit dem hiesigen Imkerverein im Edelzuchtgebiet Platte.
- Georg von Sachsen (1893–1943), letzter Kronprinz des Königreichs Sachsen, 1923/1924 Seminarist in St. Peter
- Valentin Schweiger (1900–1990), Alleinlehrer der Einklassenschule im Ortsteil Sägendobel von 1937 bis 1950, später SPD-Landtagsabgeordneter
- Manfred Herrmann (1932–2012), Pharmakologe, Erfinder des Medikaments Valoron und anderer zugelassener Medikamente.

## Sonstiges
Ein großer Teil der Außenaufnahmen zum ersten deutschen Nachkriegs-Farbfilm Schwarzwaldmädel wurde hier im Mai 1950 gedreht, 1973 dann einige Szenen der gleichnamigen Fernsehfassung sowie Schwarzwaldfahrt aus Liebeskummer.